# 巴克盧公爵
巴克盧公爵（英語：Duke of Buccleuch）是一個蘇格蘭貴族爵位，1663年查理二世將此爵位冊封予其私生子詹姆斯·史考特。

巴克盧公爵徽章

## 頭銜持有人
1. 第一代巴克盧女公爵安妮·史考特（英语：Anne Scott, 1st Duchess of Buccleuch）（詹姆斯·史考特之妻，兩人同時在位）
2. 第二代巴克盧公爵法蘭西斯·史考特（英语：Francis Scott, 2nd Duke of Buccleuch）
3. 第三代巴克盧公爵亨利·斯科特
4. 第四代巴克盧公爵查爾斯·蒙塔古-史考特（英语：Charles Montagu-Scott, 4th Duke of Buccleuch）
5. 第五代巴克盧公爵華特·蒙塔古·道格拉斯·史考特（英语：Walter Montagu Douglas Scott, 5th Duke of Buccleuch）
6. 第六代巴克盧公爵威廉·蒙塔古·道格拉斯·史考特
7. 第七代巴克盧公爵約翰·蒙塔古·道格拉斯·史考特
8. 第八代巴克盧公爵華特·蒙塔古·道格拉斯·史考特（英语：Walter Montagu Douglas Scott, 8th Duke of Buccleuch）
9. 第九代巴克盧公爵約翰·史考特（英语：John Scott, 9th Duke of Buccleuch）
10. 第十代巴克盧公爵理察·史考特